# Robert von Erlach

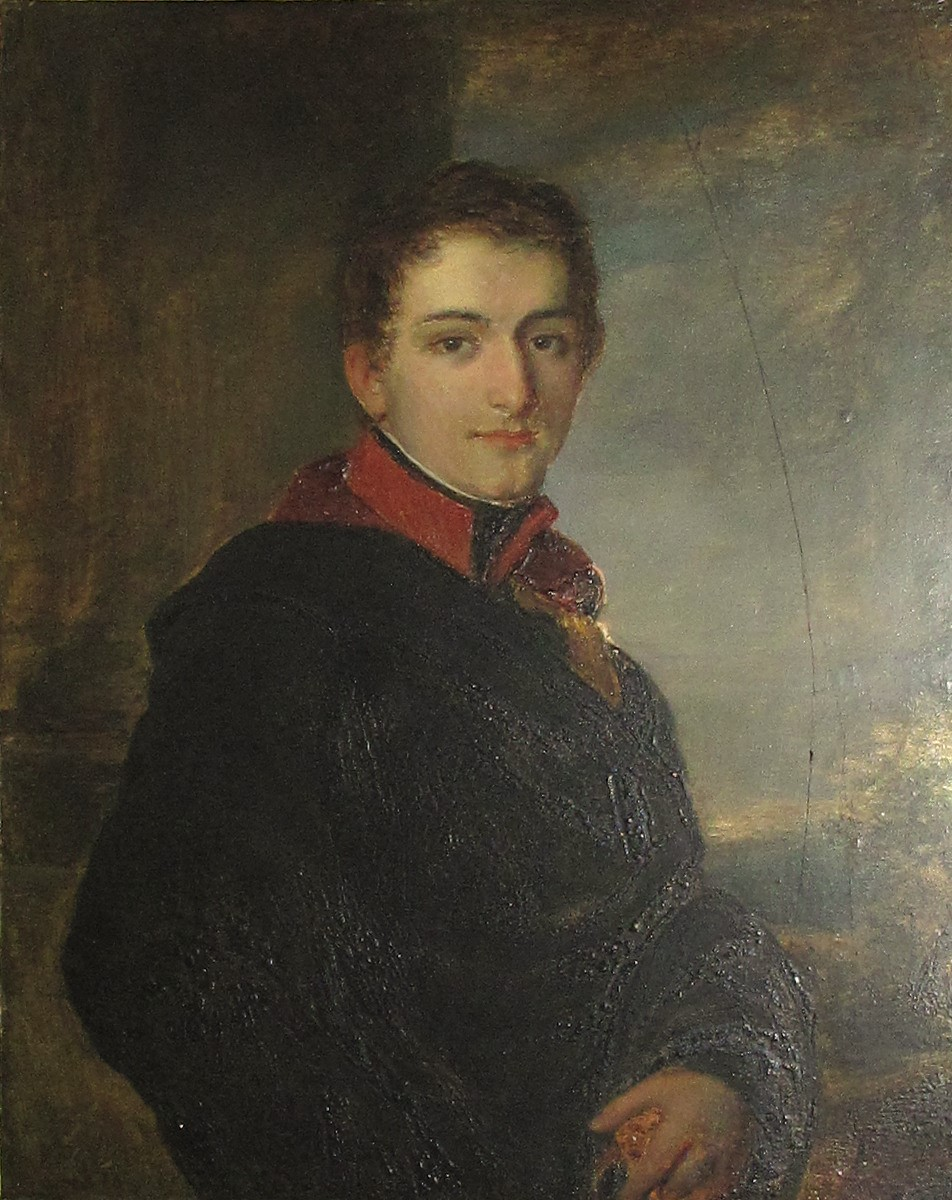
Ludwig Robert von Erlach, Porträt von Frans van Dorne (1816)

Ludwig Robert von Erlach (* 25. August 1794 in Hindelbank; † 19. Juni 1879 in Bolligen) war ein Schweizer Offizier, Gutsbesitzer und Politiker.

## Leben
Ludwig Robert von Erlach war der Sohn des Karl Ludwig von Erlach und der Johanna Margaretha von Muralt, er hatte einen Zwillingsbruder Moritz. Nach dem Tod seines Vaters erhielt er seinen Onkel Anton Gottlieb von Muralt zum Vormund. Um 1808 besuchte er das Gymnasium in Bern, wo er Georg von Escher kennenlernte. 1817 heiratete er dessen Schwester Anna Maria. Nach einem Studienaufenthalt in Lausanne kehrte er 1812 nach Bern zurück und begann seine militärische Laufbahn. Er gelangte 1824 in den Grossen Rat, war in den Jahren 1826 bis 1831 Oberamtmann von Konolfingen, erneut im Grossen Rat ab 1839. Der Bundesrat sandte ihn 1855 als Abgeordneten an die Weltausstellung in Paris. Er war Besitzer des Schlosses Hindelbank, welches er 1866 dem Staat Bern verkaufte. Seinen Lebensabend verbrachte er auf der Campagne Wegmühle in Bolligen.
Erlachs persönliche Dokumente befinden sich im Familienarchiv (deponiert im Staatsarchiv Bern), Korrespondenzen sind in verschiedenen Nachlässen zu finden.

## Schriften
- Das erste Stammhaus des Geschlechtes v. Erlach in Bern. Bern 1876 (eingeschränkte Vorschau in der Google-Buchsuche).